# Resolution 1778 des UN-Sicherheitsrates
Die Resolution 1778 des UN-Sicherheitsrates ist eine Resolution, die der Sicherheitsrat der Vereinten Nationen in seiner 5748. Sitzung am Dienstag, den 25. September  2007, einstimmig angenommen hat. Der Sicherheitsrat reagierte damit auf die sich verschärfende Sicherheitslage im Tschad, der Zentralafrikanischen Republik und der Subregion, bezugnehmend auf die Resolution 1769 des UN-Sicherheitsrates („Situation im Sudan“) (siehe: Darfur-Konflikt).

## Hintergrund
Die sich zunehmend verschlechternde Sicherheitslage im östlichen Tschad, der nordöstlichen Zentralafrikanischen Republik und dem westlichen Sudan war eine Gefahr für die Bevölkerung; Flüchtlinge, Vertriebene und die bereits laufenden humanitären Unterstützungsoperationen litten sehr darunter. Die Stabilität in der Region war gefährdet.

## Inhalt
Das Gremium berief sich auf das Abkommen von Tripolis (englisch Tripoli Agreement / Libya Accord / Tripoli Declaration) vom 8. Februar 2006, das von den Präsidenten vom Tschad (Idriss Déby), dem Sudan (Umar al-Baschir) und von Libyen (Muammar al-Gaddafi) unterzeichnet wurde, den Tschadisch-Sudanesischen Konflikt beenden sollte (siehe: Bürgerkrieg im Tschad, Darfur-Konflikt), sowie auf weitere bilaterale und multilaterale Abkommen zwischen den Staaten Sudan, Tschad und Zentralafrikanische Republik. Nochmals wurden die Resolution 1325 („Frauen und Frieden und Sicherheit“), Resolution 1502 („Schutz des UN-Personals und anderer humanitärer Organisationen in Konfliktgebieten“), Resolution 1612 („Kinder und bewaffnete Konflikte“) und die Resolution 1674 („Schutz von Zivilisten in bewaffneten Konflikten“) bekräftigt.
Die Resolution mandatierte die Mission des Nations Unies en République Centrafricaine et au Tchad (MINURCAT) und stattete sie gemäß Kapitel VII der Charta der Vereinten Nationen mit einem robusten Mandat aus, um die Bewegungsfreiheit ihres Personals und den Schutz von Zivilisten durchzusetzen. Sie autorisierte zudem die Europäische Union für einen Zeitraum von einem Jahr, MINURCAT mit der EUFOR Tchad/RCA zu unterstützen. Nach Ende der Operation ging die Verantwortung an die MINURCAT, die durch die Resolution 1861 vergrößert wurde, über.